# Mannakapadi
Mannakapadi (nep. मन्नाकापाडी) – gaun wikas samiti w zachodniej części Nepalu w strefie Seti w dystrykcie Doti. Według nepalskiego spisu powszechnego z 2001 roku liczył on 548 gospodarstw domowych i 3569 mieszkańców (1835 kobiet i 1734 mężczyzn).